# Hellwitch
Hellwitch ist eine US-amerikanische Thrash- und Death-Metal-Band aus Fort Lauderdale, Florida, die im Jahr 1984 gegründet wurde.

## Geschichte
Die Band wurde im Oktober 1984 von Gitarrist und Sänger Patrick Ranieri und Schlagzeuger Harry Tyler gegründet. Zusammen studierten sie in ihrer Wohnung in Gainesville, Florida, einige Stücke ein. Daraus entstand noch im selben Jahr das erste Demo Nosferatu. Im Februar 1985 stießen Schlagzeuger Dave „Silverthrash“ Silverstein zur Band, der Tiyler ersetzte, sowie Bassist Andy Adcock. Im Juli folgte dann ihr erster Live-Auftritt. In den folgenden drei Jahren sollten weitere Auftritte mit Band wie Corrosion of Conformity, GBH, Coroner, Dark Angel, Kreator, Deicide, Death, Morbid Angel, Atheist, Agnostic Front, Dirty Rotten Imbeciles, Anthrax und Nuclear Assault folgen. 
Das erste Studiodemo namens Transgressive Sentience, wurde im Januar 1986 aufgenommen. Eine neu abgemischte Version des Liedes Torture Chamber, das auf dem Demo enthalten war, erschien auf der Kompilation Thrash Metal Attack, die von New Renaissance Records im Juli 1987 veröffentlicht wurde. Das zweite Studiodemo namens Mordirivial Disemanation erschien im Juni 1987. Im Juli 1988 folgte nach einer kurzen Pause eine nahezu komplette Neubesetzung. Neben Sänger und Gitarrist Ranieri besetzten Frank Watkins den Bass und Steve Rincon das Schlagzeug. Im März 1989 nahmen sie zusammen ein Demo auf, das drei Lieder umfasste. Auf dem Demo war eine Coverversion des Liedes Archangel, das im Original von Death stammte. Mitte 1989 folgte ein erneuter Besetzungswechsel, mit Jesse Trevino am Bass und Joe „Witch“ Schnessel am Schlagzeug. Im Juni veröffentlichte das schweizerische Label Flight 19 Records (Switzerland) eine 7″-Single, die aus dem Demo Mordirivial Disemanation ausgekoppelt wurde. Im August wurde Bassist Trevino durch Tommy Mouser ersetzt.
Im Oktober 1989 erreichte die Band einen Vertrag mit Wild Rags Records. Das Debütalbum Syzygial Miscreancy wurde in unter der Leitung von Scott Burns in den Morrisound Studios aufgenommen. Das Album wurde im Jahr 1990 veröffentlicht. Mitte desselben Jahres stieß mit Jim Nickles zum ersten Mal ein zweiter Gitarrist zur Band. Die Band hielt eine Tour durch die Ostküste der USA und spielte auf dem Milwaukee Metal Fest. Im Februar 1991 stieß Bassist Jesse Trevino wieder zur Band und spielte zum ersten Mal wieder auf der Tour durch Texas. Im selben Jahr ersetzte Craig Shattuck Nickles als zweiten Gitarristen.
Im August 1991 begab sich die Band erneut in die Morrisound Studios, um die EP Terraasymmetry aufzunehmen, die über Lethal Records veröffentlicht wurde. Schlagzeuger Joe Schnessel verließ Mitte 1992 die Band, kehrte im Jahr danach noch einmal kurz zurück, um danach endgültig die Band zu verlassen. Als Bassist Trevino die Band verließ, wurde er durch Gitarrist Shattuck ersetzt. Anfang 1994 kam Schlagzeuger Joel Suarez zur Band. Selben Jahr wurde das Demo Anthropophagi zu zweit aufgenommen, wobei Ranieri alle Saiteninstrumente und den Gesang übernahm, sowie Suarez das Schlagzeug. Gegen Ende des Jahres kam J.P. Brown als zweiter Gitarrist zur Band. Im Folgejahr wurde Gabe Lewandowski neuer Schlagzeuger. Im Jahr 1996 erreichte die Band einen Vertrag bei Nazgul's Eyrie Productions, aus dem jedoch kein Tonträger entstand. Im Jahr 1998 trennte sich die Band vorerst nach einer Halloween-Show mit Deicide. Im Jahr 2003 veröffentlichte Progressive Arts Records die Kompilation Final Approach, auf der Bonusaufnahmen von Demos, sowie Probeaufnahmen aus dem Jahr 1998 enthalten waren.
Ihr erstes Konzert nach der Trennung hielt die Band im Culture Club in Fort Lauderdale am 24. Juli 2004, das sie zusammen mit Malevolent Creation und Divine Empire hielten. Die Besetzung bestand aus Sänger und Gitarrist Ranieri, Schlagzeuger Joe Schnessel und Bassist Craig Shattuck.
Im Jahr 2005 nahm die Band die EP The Epitome of Disgrace auf. Besetzung bestand dabei neben Patrick Ranieri, aus Gitarrist J.P. Brown, Bassist Craig Shattuck und Schlagzeuger Joe Schnessel. Im Februar 2006 erreichte die Band dadurch einen Vertrag mit Xtreem Music Mitte 2008 begann die Band mit den Aufnahmen zum nächsten Album. Die Aufnahmen sollten neun Monate lang andauern. Im Frühling 2009 verließ Schlagzeuger Schnessel die Band. Zur selben Zeit wurde das Debütalbum zusammen mit allen Demos, die davor veröffentlicht wurden, erneut über Displeased Records veröffentlicht. Das zweite Album Omnipotent Convocation  wurde im August 2009 über Xtreem Music veröffentlicht.

## Stil
Auffallend bei allen Stücken sind zunächst die Titel, deren Namen fast immer aus Fremdwörtern bestehen. Klanglich werden die Werke als eine Mischung aus älteren Alben der Bands Atheist und Death bezeichnet. Die Musik wird als schnell und komplex beschrieben.

## Diskografie
- Nosferatu (Demo, 1984, Eigenveröffentlichung)
- Transgressive Sentience (Demo, 1986, Eigenveröffentlichung)
- Mordirivial Disemanation (Demo, 1987, Eigenveröffentlichung)
- Purveyor of Fear c/w Pyrophoric Seizure (Single, 1987, Flight 19 Records)
- Rehearsal Demo (Demo, 1989, Eigenveröffentlichung)
- Syzygial Miscreancy (Album, 1990, Wild Rags Records)
- Live in Hallandale (Demo, 1990, Eigenveröffentlichung)
- Nosferatu (Single, 1992, Eigenveröffentlichung)
- Terraasymmetry (EP, 1993, Lethal Records)
- Anthropophagi (Demo, 1994, Eigenveröffentlichung)
- Video Miscreancy Volume 1 (1986-1994) (VHS, 1994, Eigenveröffentlichung)
- Final Approach (Kompilation, 2003, Progressive Arts Records)
- The Epitome of Disgrace (EP, 2005, Eigenveröffentlichung)
- The Twin Bestial Forces (Split-Album mit Storming Steels, 2008, Metal Zone Records)
- Omnipotent Convocation (Album, 2009, Xtreem Music)